# Rodrigo Javier Millar Carvajal
Rodrigo Javier Millar Carvajal (Arauco, Xile, 3 de novembre del 1981) és un futbolista professional xilè que actualment juga de migcampista al Colo-Colo de la Primera Divisió de Xile. Millar també juga per la selecció de Xile des del 2002.